# Хиджаб
Хиджабът (от араб.: حجاب – „граница“, „ограничение“, „преграда“) е практиката на носене на забрадка или друг вид кърпа за главата (було, покривало) от жените мюсюлманки, както и самата забрадка.
В по-тесен религиозен смисъл това понятие обхваща всяка дреха, покриваща главата, ръцете и краката. В Корана думата, използвана за кърпа за главата или було, е кхимар (араб.: خمار).

## Религиозна гледна точка

### Коран
Коранът, свещената книга на исляма, повелява на мюсюлманите да се обличат „скромно“. Няколко са цитатите от Корана, наставляващи в тази посока, и традиционно се приема, че те важат както за жените, така и за мъжете.
Кажи на вярващите мъже да свеждат погледите си и да пазят целомъдрието си! За тях това е най-чистото. Сведущ е Аллах за техните дела. И кажи на вярващите жени да свеждат поглед и да пазят целомъдрието си, и да не показват своите украшения освен видното от тях, и да спускат покривалото върху пазвата си, и да не показват своите украшения освен пред съпрузите си или бащите си, или бащите на съпрузите си, или синовете си, или синовете на съпрузите си, или братята си, или синовете на братята си, или синовете на сестрите си, или жените [вярващи] или [слугините], владени от десниците им, или слугите от мъжете без плътски нужди, или децата, непознали още женската голота. И да не тропат с крак, за да се разбере какво скриват от своите украшения. И се покайте пред Аллах всички, о, вярващи, за да сполучите! – Сура 24:30 – 31 (превод на текстовете от Свещения Коран в статията: Цветан Теофанов)
Текстът на цитираната долу сура („сура на съюзените племена“ или „ал-ахзаб“) се отнася до жените на пророка Мохамед, въпреки че някои интерпретатори виждат в това повеля, отправена към всички жени.
О, жени на Пророка, вие не сте като никоя друга от жените. Ако сте богобоязливи, не говорете с нежност, та да не закопнее онзи, в чието сърце има болест. И говорете, както подобава! И стойте в домовете си, и не се показвайте, както се показваха жените по времето на Невежеството, и отслужвайте молитвата, и давайте милостинята закат, и се покорявайте на Аллах и на Неговия Пратеник! Аллах иска да отмахне от вас всяка нечистота, о, хора от дома [на Пророка], и напълно да ви пречисти. – Сура 33:32 – 33
В следващия текст на жените е казано да обличат своя джилбаб, когато излизат, та да не бъдат изкушавани от двуличници.
А които незаслужено огорчават вярващите мъже и жени, те се нагърбват с клевета и явен грях. О, Пророче, кажи на съпругите си и на дъщерите си, и на жените на вярващите, да спускат върху себе си покривалото [когато излизат]. Това е най-подходящото, за да бъдат разпознати и да не ги огорчават. Аллах е опрощаващ, милосърден. Ако лицемерите и онези, в чиито сърца има болест, и разпространителите на слухове в Медина не престанат, ще те подбудим срещу тях, после там само за кратко ще съжителстват с теб прокълнати. Където и да бъдат намерени те, ще бъдат сграбчени и напълно изтребени. – Сура 33:58 – 60

### Други теологични авторитети
На въпроса длъжна ли е жената да бъде покрита (c хиджаб), когато чете Корана, различни ислямски теолози отговарят отрицателно.
Шейх Мухаммад бин Салих ал-Утаймин, един от най-влиятелните салафитски теолози от втората половина на 20 век, отговаря в своя фатва 1/420, че четенето на Свещения Коран не изисква покриването на главата. В своите коментари относно суджуд ат-тилява посочва във фатва 1/249: „Суджуд ат-тилява е необходимо да бъде изпълнено при четенето на Свещения Коран. То може да бъде изпълнено привсяко състояние, дори и с непокрита глава и т.н., защото за това седжде няма Хукм (официално разпореждане със силата на закон, постановление, или съдебно решение) за намаза“.

## Административни ограничения срещу Хиджаб
В някои страни съществуват ограничения на носенето на хиджаб. Към края на 2012 г. съществуват следните ограничителни режими:
Носенето на дрехи, скриващи лицето като никаб и фередже, на обществени места е забранено във Франция, Белгия, Турция и някои провинции в Германия. В Холандия режимът е ограничен до сферите на образованието, здравеопазването, социалната помощ, държавната и местната администрация и обществения транспорт, но не съществува забрана за носене на фередже на улицата. В Тунис съществува официална забрана за носене на фередже и никаб в сферите на образованието и държавната администрация от 1981 г., но спазването на забраната не се следи строго.
В Cингапур съществува забрана за носенето на забрадки в училищата.
В Египет от 2003 г. до 2012 г. съществува практиката телевизионните говорителки да не носят забрадки.